# Beijing Sport University
Maillots
Le Beijing Sport University Football Club (en chinois : 北京北体大足球俱乐部), plus couramment abrégé en Beijing Sport University, était un club chinois de football fondé en 2004 et basé à Pékin, la capitale du pays.

## Historique

### Repères historiques
- 2004 : fondation du club sous le nom de Beijing Baxy
- 2015 : le club est renommé Beijing Enterprises Group
- 2019 : le club est renommé Beijing Sport University

### Histoire
Le Beijing Baxy FC est fondé en 2004. Le club échoue la promotion depuis la Ligue Yi en 2009, avant de reprendre le club de Beijing Hongdeng FC au début de la saison 2010.

## Personnalités du club

### Présidents du club
- Yang Junsheng

### Entraîneurs du club
Le tableau suivant présente la liste des entraîneurs du club depuis 2009.
| N° | Pays | Nom          | Période |
| -- | ---- | ------------ | ------- |
| 1  |      | Xu Hui       | 2009    |
| 2  |      | Cao Xiandong | 2010    |
| 3  |      | Piet Demol   | 2011    |
| 4  |      | Cao Xiandong | 2011    |

| N° | Pays | Nom                     | Période |
| -- | ---- | ----------------------- | ------- |
| 5  |      | Cui Enlang              | 2012    |
| 6  |      | Gai Zengjun             | 2012    |
| 7  |      | Cao Xiandong & Wang Tao | 2012    |

| N° | Pays | Nom                   | Période   |
| -- | ---- | --------------------- | --------- |
| 8  |      | Goran Tomić           | 2013-2014 |
| 9  |      | Aleksandar Stanojević | 2015-2016 |
| 10 |      | Yasen Petrov          | 2017      |
| 10 |      | Gao Hongbo            | 2017      |

### Joueurs du club

#### Effectif actuel du club
| N° | Nat.                                        | Poste | Nom du joueur      |
| -- | ------------------------------------------- | ----- | ------------------ |
| 1  | Drapeau de la République populaire de Chine | G     | Dong Lei           |
| 3  | Drapeau de la République populaire de Chine | D     | Liu Yi             |
| 5  | Drapeau de la République populaire de Chine | D     | Tang Jiashu        |
| 6  | Drapeau de la République populaire de Chine | M     | Wang Changqing     |
| 7  | Drapeau de la République populaire de Chine | D     | Jin Hui            |
| 8  | Drapeau de la République populaire de Chine | M     | Chen Shuo          |
| 10 | Drapeau de l'Autriche                       | A     | Rubin Okotie       |
| 11 | Drapeau de la République populaire de Chine | M     | Wang Wen'an        |
| 12 | Drapeau du Taipei chinois                   | A     | Wen Chih-hao       |
| 13 | Drapeau du Monténégro                       | D     | Nikola Vujadinović |
| 14 | Drapeau du Nigeria                          | A     | Leke James         |
| 15 | Drapeau de la République populaire de Chine | D     | Yang Guiyan        |
| 16 | Drapeau de la République populaire de Chine | M     | Yu Tao             |

| No. | Nat.                                        | Position | Nom du joueur   |
| --- | ------------------------------------------- | -------- | --------------- |
| 17  | Drapeau de la République populaire de Chine | D        | Xu Dong         |
| 18  | Drapeau de la République populaire de Chine | G        | Jiang Bo        |
| 19  | Drapeau de la République populaire de Chine | M        | Zhang Junzhe    |
| 20  | Drapeau de la République populaire de Chine | M        | Bu Xin          |
| 21  | Drapeau du Taipei chinois                   | M        | Chen Hao-wei    |
| 23  | Drapeau de la République populaire de Chine | D        | Yao Liang       |
| 25  | Drapeau de la République populaire de Chine | G        | Liu Tianxin     |
| 26  | Drapeau de la République populaire de Chine | D        | Cui Zhongkai    |
| 28  | Drapeau de la République populaire de Chine | M        | Xue Fei         |
| 29  | Drapeau de la République populaire de Chine | M        | Han Yi          |
| 31  | Drapeau de la République populaire de Chine | M        | Yan Xiangchuang |
| 32  | Drapeau de la République populaire de Chine | D        | Wang Cun        |
| 33  | Drapeau de la République populaire de Chine | D        | Liu Bin         |

#### Anciens joueurs du club
- Paul Essola
- Lucian Goian
- Ryan Griffiths
- Godfred Karikari
- Danko Lazović
- Stephen Makinwa
- Momar N'Diaye
- Carmelo Valencia
- Cheik Tioté

## Image et identité

### Écusson

2008-2011
2011-2012
2013-2014
2015-2018